# پیتر بونمان
پیتر بونمان (انگلیسی: Peter Buneman؛ زادهٔ ۱۹۴۳ (۸۱–۸۲ سال)) یک دانشمند رایانه بریتانیایی است که در زمینه سیستم‌های پایگاه داده و نظریه پایگاه داده کار می‌کند.
وی همچنین برندهٔ جوایزی همچون همکار انجمن سلطنتی شده‌است.

## تحصیلات
بونمان در رشته ریاضی در دانشگاه کمبریج تحصیل کرد، و در همانجا از کالج گانویل و کیز، کمبریج، کارشناسی هنر را دریافت کرد. بونمان تحصیلات خود را در دانشگاه وارویک ادامه داد و در سال ۱۹۷۰ پی‌اچ‌دی خود را در آنجا دریافت کرد.

## حرفه
پس از گرفتن پی‌اچ‌دی، بونمان برای مدت کوتاهی در دانشگاه ادینبرو تدریس کرد و به دنبال آن کرسی استادی علوم رایانه در دانشگاه پنسیلوانیا را به دست آورد و برای چندین دهه آن را حفظ کرد. در سال ۲۰۰۲، او به دانشگاه ادینبرو نقل مکان کرد و در آنجا گروه تحقیقاتی پایگاه داده را ایجاد کرد. او یکی از بنیانگذاران و معاون مدیر تحقیقات مرکز مدیریت دیجیتال بریتانیا است که در ادینبرو واقع شده است.